# Jemma Nunu Kumba
Jemma Nunu Kumba (ur. 8 marca 1966 w Tambura County) – południowosudańska polityczka. Pierwsza kobieta na stanowisku przewodniczącej Narodowego Zgromadzenia Ustawodawczego, które pełni od 2021 roku.

## Życiorys

### Młodość, edukacja i kariera zawodowa
Kumba urodziła się w 1966 roku w Tambura County w Ekwatorii Zachodniej gdzie spędziła część dzieciństwa (przebywała również na uchodźstwie w Republice Środkowoafrykańskiej). Od 1983 do 1986 roku uczęszczała do szkoły podstawowej w Jubie.

### Działalność polityczna
Od 2015 roku funkcję sekretarz generalnej politycznego ramienia Ludowej Armii Wyzwolenia Sudanu – Ludowego Ruchu Wyzwolenia Sudanu, do której dołączyła w latach 90..
W 2004 roku została założycielką grupy sudańskich parlamentarzystek. W latach 2005–2008 była członkinią Zgromadzenia Narodowego Sudanu, a później (do czasu referendum niepodległościowego w Sudanie Południowym) w tymczasowym parlamencie Sudanu Południowego (który został zastąpiony przez Narodowe Zgromadzenie Ustawodawcze). Od 2008 roku do kwietnia 2010 roku służyła jako gubernatorka stanu Ekwatoria Zachodnia, kiedy przegrała wybory. W latach 2010–2013 była ministrą ds. mieszkalnictwa, w latach 2013–2015 ministrą ds. elektryczności i zasobów wodnych, a w latach 2015–2019 ministrą ds. ochrony przyrody i turystyki. W 2019 roku była ministrą ds. płci, dzieci i opieki społecznej.
W 2021 roku została wybrana przewodniczącą Narodowego Zgromadzenia Ustawodawczego. Została pierwszą kobietą na tym stanowisku.

### Życie prywatne i pozostała działalność
Jest mężatką. Jej mężem jest Festo Faustino Kumba, członek parlamentu oraz były minister ds. zwierząt i rybołówstwa. Ma czwórkę dzieci.